# Beta-pinè
El beta-pinè (β-pinè) és un líquid incolor, soluble en l'alcohol però no en l'aigua. Fa olor de fusta de pi. Es produeix de manera natural en el romaní, julivert, anet, alfàbrega, milfulles i rosa. També és un constituent principal de l'aroma i sabor del llúpol. Si s'oxida en l'aire, els productes al·lílics de la família pinocarveol i mirtenol prevalen.

## Plantes que contenen β-pinè
- Pinus pinaster[2]
- Cuminum cyminum[3][4]